# Nuoto ai Giochi della XXVII Olimpiade - 200 metri misti maschili
Si sono svolte 7 batterie di qualificazione. I primi 16 atleti si sono qualificati per le semifinali.

## Batterie
19 settembre 2000

### 1ª batteria
| Posizione | Atleta                   | Paese                   | Tempo   |
| --------- | ------------------------ | ----------------------- | ------- |
| 1         | Andrei Pakin             | Kirghizistan            | 2:07.88 |
| 2         | George Gleason           | Isole Vergini Americane | 2:08.25 |
| 3         | Djordje Filipovic        | Jugoslavia              | 2:09.58 |
| 4         | Felix Christiadi Sutanto | Indonesia               | 2:09.77 |
| 5         | George Demetriades       | Cipro                   | 2:12.76 |
| 6         | Saad Khalloqi            | Marocco                 | 2:13.22 |
| 7         | Sultan Alotaibi          | Kuwait                  | 2:16.23 |
| 8         | Omar Abu-Fares           | Giordania               | 2:21.22 |

### 2ª batteria
| Posizione | Atleta                  | Paese      | Tempo   |
| --------- | ----------------------- | ---------- | ------- |
| 1         | Grigoriy Matuzkov       | Kazakistan | 2:05.45 |
| 2         | Jeremy Daniel Knowles   | Bahamas    | 2:06.85 |
| 3         | Javier Díaz             | Messico    | 2:07.28 |
| 4         | Aleksandar Miladinovski | Macedonia  | 2:07.45 |
| 5         | Walter Arciprete        | Argentina  | 2:08.89 |
| 6         | Lik Sun Fong            | Hong Kong  | 2:09.00 |
| 7         | Orel Oral               | Turchia    | 2:09.51 |
| 8         | Francisco Picasso       | Uruguay    | 2:10.97 |

### 3ª batteria
| Posizione | Atleta                | Paese             | Tempo   |
| --------- | --------------------- | ----------------- | ------- |
| 1         | George Bovell         | Trinidad e Tobago | 2:04.68 |
| 2         | Oleg Pukhnatiy        | Uzbekistan        | 2:06.01 |
| 3         | Han Kyu-Chul          | Corea del Sud     | 2:06.42 |
| 4         | Arsenio Lopez Rosario | Porto Rico        | 2:06.49 |
| 5         | Stephen Fahy          | Bermuda           | 2:07.92 |
| 6         | Nien-Pin Wu           | Taipei cinese     | 2:08.85 |
| 7         | Andrei Zaharov        | Moldavia          | 2:09.13 |
| 8         | Haitham Hassan        | Egitto            | 2:09.92 |

### 4ª batteria
| Posizione | Atleta              | Paese         | Tempo   |
| --------- | ------------------- | ------------- | ------- |
| 1         | Dean Kent           | Nuova Zelanda | 2:04.07 |
| 1         | Valery Kalmikovs    | Lettonia      | 2:04.18 |
| 3         | Michael Windisch    | Austria       | 2:05.15 |
| 4         | Yves Platel         | Svizzera      | 2:05.19 |
| 5         | Artem Goncharenko   | Ucraina       | 2:05.98 |
| 6         | Krešimir Čač        | Croazia       | 2:07.04 |
| 7         | Michael Halika      | Israele       | 2:07.53 |
| 8         | Pathunyu Yimsomruay | Thailandia    | 2:08.38 |

### 5ª batteria
| Posizione | Atleta           | Paese       | Tempo   |
| --------- | ---------------- | ----------- | ------- |
| 1         | Tom Dolan        | Stati Uniti | 2:01.55 |
| 2         | Marcel Wouda     | Paesi Bassi | 2:01.89 |
| 3         | Jani Sievinen    | Finlandia   | 2:02.00 |
| 4         | Christian Keller | Germania    | 2:02.09 |
| 5         | Attila Czene     | Ungheria    | 2:02.66 |
| 6         | Brian Johns      | Canada      | 2:03.12 |
| 7         | Theo Verster     | Sudafrica   | 2:03.64 |
| 8         | Ioannis Kokkodis | Grecia      | 2:04.04 |

### 6ª batteria
| Posizione | Atleta          | Paese       | Tempo   |
| --------- | --------------- | ----------- | ------- |
| 1         | Tom Wilkens     | Stati Uniti | 2:02.21 |
| 2         | Matt Dunn       | Australia   | 2:02.44 |
| 3         | Cezar Bădiță    | Romania     | 2:02.48 |
| 4         | Xavier Marchand | Francia     | 2:02.86 |
| 5         | Jens Kruppa     | Germania    | 2:03.08 |
| 6         | Jiro Miki       | Giappone    | 2:03.33 |
| 7         | Peter Mankoč    | Slovenia    | 2:03.45 |
| 8         | Xie Xufeng      | Cina        | 2:04.67 |

### 7ª batteria
| Posizione | Atleta                | Paese     | Tempo   |
| --------- | --------------------- | --------- | ------- |
| 1         | Massimiliano Rosolino | Italia    | 2:00.92 |
| 2         | Curtis Myden          | Canada    | 2:01.95 |
| 3         | Robert van der Zant   | Australia | 2:02.77 |
| 4         | Jordi Carrasco        | Spagna    | 2:02.89 |
| 5         | Terence Parkin        | Sudafrica | 2:03.33 |
| 6         | István Batházi        | Ungheria  | 2:03.63 |
| 7         | Jan Vitazka           | Rep. Ceca | 2:03.66 |
| 8         | Susumu Tabuchi        | Giappone  | 2:05.68 |

## Semifinali
19 settembre 2000

### 1° semifinale
| Posizione | Atleta           | Paese       | Tempo   |
| --------- | ---------------- | ----------- | ------- |
| 1         | Tom Dolan        | Stati Uniti | 2:00.38 |
| 2         | Christian Keller | Germania    | 2:01.23 |
| 3         | Attila Czene     | Ungheria    | 2:01.56 |
| 4         | Xavier Marchand  | Francia     | 2:01.81 |
| 5         | Matthew Dunn     | Australia   | 2:01.95 |
| 6         | Curtis Myden     | Canada      | 2:01.99 |
| 7         | Jens Kruppa      | Germania    | 2:02.55 |
| 8         | Jiro Miki        | Giappone    | 2:03.90 |

### 2° Semifinale
| Posizione | Atleta                | Paese       | Tempo   |
| --------- | --------------------- | ----------- | ------- |
| 1         | Massimiliano Rosolino | Italia      | 2:01.14 |
| 2         | Marcel Wouda          | Paesi Bassi | 2:01.40 |
| 3         | Jani Sievinen         | Finlandia   | 2:01.46 |
| 4         | Tom Wilkens           | Stati Uniti | 2:01.51 |
| 5         | Cezar Bădiță          | Romania     | 2:02.02 |
| 6         | Jordi Carrasco        | Spagna      | 2:02.90 |
| 7         | Robert van der Zant   | Australia   | 2:02.91 |
| 8         | Brian Johns           | Canada      | 2:02.92 |

## Finale
20 settembre 2000
| Posizione | Atleta                | Paese       | Tempo   |
| --------- | --------------------- | ----------- | ------- |
|           | Massimiliano Rosolino | Italia      | 1:58.98 |
|           | Tom Dolan             | Stati Uniti | 1:59.77 |
|           | Tom Wilkens           | Stati Uniti | 2:00.87 |
| 4         | Attila Czene          | Ungheria    | 2:01.16 |
| 5         | Marcel Wouda          | Paesi Bassi | 2:01.48 |
| 6         | Christian Keller      | Germania    | 2:02.02 |
| 7         | Xavier Marchand       | Francia     | 2:02.23 |
| 8         | Jani Sievinen         | Finlandia   | 2:02.49 |